# Martin Morgner
Martin Morgner (* 13. Februar 1948 in Stollberg/Erzgeb.) ist ein deutscher Schriftsteller und Historiker.

## Leben
Von 1966 bis 1970 studierte Martin Morgner an der Hochschule für Ökonomie in Ost-Berlin. Anschließend arbeitete er als wissenschaftlicher Mitarbeiter, saisonal als Kellner auf der Insel Hiddensee und als Puppenspieler. Von 1973 bis 1975 leistete er Wehrdienst bei der Nationalen Volksarmee der DDR als Bausoldat (Waffenverweigerer). Von 1975 bis 1985 war er als Puppenspieler und Dramaturg an den Bühnen der Stadt Gera engagiert; daneben absolvierte er ein Fernstudium zum Theaterwissenschaftler an der Theaterhochschule in Leipzig. Seit 1972 wurde er vom Ministerium für Staatssicherheit der DDR beobachtet und verfolgt wegen des Bekenntnisses zum Pazifismus, des Aufbaus einer Künstlerkommune in Mecklenburg („KüGeMeck“) und seiner Verbindungen zur Oppositionsszene. Morgner verarbeitete seine Dissidenz in autobiographischen Dokumentationen und Aufsätzen (s. u. Werke). Die von ihm in der DDR verfassten Stücke, Liedtexte und Gedichte wurden von der Kulturbürokratie permanent zensiert; z. B. wurde das Theaterstück Kasper rettet einen Baum erst nach mehrmaligen Änderungen 1986 als erste Inszenierung eines Dramas zum Thema Umweltpolitik in der DDR uraufgeführt.
Nach der Friedlichen Revolution 1989 wurde er als Abgeordneter von Bündnis 90 in die Bezirksverordnetenversammlung Hohenschönhausen zu Berlin gewählt. Während dieser Zeit arbeitete er als Dokumentar für die Robert-Havemann-Gesellschaft in Berlin. Als Dramaturg und Direktor am Theater Altenburg-Gera war er von 1994 bis 1997 engagiert, von 1999 bis 2001 als Dramaturg am Theater in Chemnitz. Von 2005 bis 2008 war Morgner als wissenschaftlicher Mitarbeiter der Senatskommission zur Aufarbeitung der Universitätsgeschichte der Friedrich-Schiller-Universität Jena tätig (s. u. Werke). Nach einem Ergänzungsstudium zum Historiker (2006 bis 2009) wurde er von der Philosophischen Fakultät der FSU Jena 2012 zum Dr. phil. promoviert. Seit 2009 hat er einen Lehrauftrag am Lehrstuhl Neuere und Neueste Geschichte des Historischen Instituts der Jenaer Universität übernommen.

## Forschungsschwerpunkte
- Zeitgeschichte, v. a. Geschichte der DDR
- Geschichte der Dissidenz
- Studenten- und Universitätsgeschichte

## Werke (Auswahl seit 1984)

#### Bühnenstücke
- Das Feuerzeug (nach Hans Christian Andersen). Henschel Verlag, Berlin 1989 (Uraufführung Gera 1984)
- Vom Igel, der keiner mehr sein sollte. Libretto für eine Oper für Kinder. Kolog-Verlag, Berlin 1986 (Uraufführung Gera 1986)- Komponist: Herbert A. Mitschke
- Flügelschläge. Rockdrama. (Uraufführung Dresden 1986)- Komponist: Herbert A. Mitschke
- Kasper rettet einen Baum (Uraufführung geplant 1984, realisiert 1986, Theater Gera)
- Herr Novak und die Mausfrau. Musical. (Uraufführung Chemnitz 2001)- Komponist: Herbert A. Mitschke
- Hopf. Drei Heldinnenleben in drei Stücken. Netzbandt-Verlag, Jena 2007, ISBN 978-3-937884-04-2 (enthält: „Hopf“, „Auf der Insel“ und „Die Schneekönigin“ (nach Hans Christian Andersen)).

#### Lyrik
- Gehzeiten. Gedichte und Graphiken. 2. veränderte Aufl. Netzbandt-Verlag, Jena 2008, ISBN 3-937884-05-X (+ 1 CD: Interpreten: Kay Frotscher und Susanne Vent). Graphiken: Jana Mohring.

### Dokumentationen und wissenschaftliche Aufsätze

#### Sachbücher
- Deckname „Maske“. Die Künstlergemeinschaft Mecklenburg 1980/81. Eine Dokumentation (= Schriftenreihe des Robert-Havemann-Archivs. Bd. 2). Robert-Havemann-Gesellschaft, Berlin 1995, ISBN 3-9804920-0-1.
- In die Mühlen geraten. Portraits von politisch verfolgten Studenten an der Friedrich-Schiller-Universität Jena von 1967 bis 1984. Wartburg-Verlag, Weimar 2010, ISBN 978-3-86160-408-2.
- DDR-Studenten zwischen Anpassung und Ausrasten. Disziplinarfälle an der Friedrich-Schiller-Universität Jena von 1965 bis 1989. Leipziger Universitätsverlag, Leipzig 2012, ISBN 978-3-86583-709-7.
- Thüringen 1949–1990. Historische Reiseführer durch die DDR. Mitteldeutscher Verlag, Halle (Saale) 2015, ISBN 978-3-95462-237-5.

#### Autobiografische Dokumentation
- Zersetzte Zeit. Lied der Marionette. Netzbandt-Verlag, Jena 2004, ISBN 3-937884-00-9.
- Zersetzte Zeit 1973–1984, Leipziger Universitätsverlag, Leipzig 2015. ISBN 978-3-86583-941-1

#### Aufsätze
- Theater-Zwang 90. In: Barbara Büscher, Carena Schlewitt u. a.: Freies Theater. Deutsch-deutsche Gesellschaft e.V. Dokumentation 40. Hagen 1991, ISBN 3-923064-56-X, S. 132–141.
- Auf der Suche nach Spuren von Andersdenkenden an der Friedrich-Schiller-Universität Jena von 1961 bis 1989. In: Uwe Hoßfeld u. a.: Hochschule im Sozialismus, Bd. 2. Böhlau, Köln 2007, ISBN 978-3-412-34505-1, S. 2240–2256.
- Zusammengehalten. Oder: Wie drei Studierende einen unerklärten Papierkrieg gewannen. In: Tobias Kaiser, Heinz Mestrup (Hrsg.): Politische Verfolgung an der Friedrich-Schiller-Universität Jena von 1945 bis 1989. Wissenschaftliche Studien und persönliche Reflexionen zur Vergangenheitsklärung, Berlin 2012, S. 378–425, ISBN 978-3-86331-047-9.
- Erfahrungen einer Recherche. Zur differenzierten Betrachtung und Aufklärung von studentischer politischer Opposition an DDR-Hochschulen nach 1961. In: die hochschule. journal für wissenschaft und bildung, Institut für Hochschulforschung (HoF), Halle-Wittenberg 2013, S. 109–122. ISBN 978-3-937573-37-3.
- Zusammensetzen des Zersetzten oder Heilung vom Aktenaussatz. In: Lutz Niethammer; Roger Engelmann (Hrsg.): Bühne der Dissidenz und Dramaturgie der Repression. Ein Kulturkonflikt in der späten DDR. Göttingen 2014, S. 319–346, ISBN 978-3-525-35035-5.

## Preise und Auszeichnungen
- 1982: Hauptpreis des Ministeriums für Kultur der DDR mit dem Ensemble der Bühnen der Stadt Gera / Puppentheater
- 1984: Hauptpreis des Ministeriums für Kultur der DDR mit dem Ensemble der Bühnen der Stadt Gera / Puppentheater
- 1984: Preis im Stückewettbewerb des Ministeriums für Kultur der DDR für "Das Feuerzeug"
- 2003: Eintragung in das Goldene Buch der Stadt Gera